# Weißwangenhai
Der Weißwangenhai (Carcharhinus dussumieri) ist eine Art der Gattung Carcharhinus innerhalb der Requiemhaie (Carcharhinidae). Die Art kommt in den asiatischen Küstengewässern vom Persischen Golf über Indien bis nach China, Japan und wahrscheinlich zu den Philippinen vor.

## Aussehen und Merkmale
Der Weißwangenhai ist ein kleiner und ziemlich schlanker Hai mit einer Maximallänge von etwa 100 Zentimetern und einer durchschnittlichen Körperlänge zwischen 70 und 90 Zentimetern. Er hat eine graue bis braune Rückenfärbung und einen weißen Bauch. Die Flossenspitzen der zweiten Rückenflosse sind schwarz oder zumindest sehr dunkel, außerdem kann ein heller Streifen entlang der Körperseiten vorhanden sein.
Er besitzt eine Afterflosse und zwei Rückenflossen. Die erste Rückenflosse ist klein und dreieckig, sie beginnt über der hinteren Hälfte der freien Enden der Brustflossen. Die zweite Rückenflosse ist mit etwa 2,5 bis 4,0 % der Körperlänge relativ groß und gut ausgebildet, sie beginnt etwa auf gleicher Höhe wie die Analflosse. Ein Interdorsalkamm ist vorhanden. Die Brustflossen sind relativ klein und sichelförmig. Die Schnauze ist langgezogen und gerundet, die Augen sind vergleichsweise groß und horizontal oval ausgebildet. Wie alle Arten der Gattung besitzen die Tiere fünf Kiemenspalten und haben kein Spritzloch.
Verwechslungsgefahr besteht vor allem mit dem Schwarzfleckhai (C. sealei), für eine eindeutige Bestimmung müssen Merkmale der Zähne oder andere diagnostische Unterschiede herangezogen werden.

## Lebensweise
Der Weißwangenhai ist eine Flachwasserart, die vor allem im Gebiet des Kontinentalschelfs bis in Tiefen von 170 Metern vorkommt. Dabei hält er sich oft in Bodennähe und selten im Freiwasser auf. Er ernährt sich räuberisch vor allem von kleinen Knochenfischen, Krebstieren und Tintenfischen.
Die Haie sind lebendgebärend und bilden eine Dottersack-Plazenta aus (plazental vivipar). Die Geburtslänge der Jungtiere beträgt etwa 38 cm. Die Geschlechtsreife erreichen die Junghaie bei einer Körperlänge von etwa 65 bis 70 (Männchen) bzw. 70 bis 75 Zentimetern (Weibchen).

## Verbreitung

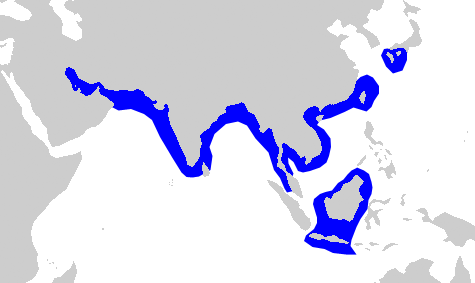
Verbreitungsgebiete des Weißwangenhais

Der Weißwangenhai ist in den asiatischen Küstengewässern vom Persischen Golf über Indien bis nach China, Japan und wahrscheinlich den Philippinen verbreitet.

## Gefährdung
Der Weißwangenhai ist für den Menschen ungefährlich. Er ist in der Roten Liste der IUCN als Art der Vorwarnliste („Near Threatened“) verzeichnet. Hier wird sein Verbreitungsgebiet allerdings vor allem auf die Nordküsten Australiens ausgedehnt, anzunehmen ist eine Zusammenfassung mit dem als eigene Art betrachteten Schwarzfleckhai (C. sealei), der hier seinen Verbreitungsschwerpunkt hat.

## Belege
1. ↑  Carcharhinus dussumieri in der Roten Liste gefährdeter Arten der IUCN 2007. Eingestellt von: Bennett, M.B. & Kyne, P.M. (SSG Australia & Oceania Regional Workshop, March 2003), 2003. Abgerufen am 17. August 2008.